# 恋姫†無双のディスコグラフィ
恋姫†無双のディスコグラフィでは、ゲーム『恋姫シリーズ』・アニメ『恋姫†無双』の関連CDについて記述する。

## ゲーム関連

### ゲームのサウンドトラック

#### OST
『志在千里〜恋姫喚作百花王〜』（恋姫†無双 サウンドトラックCD）は、ゲーム『恋姫†無双 〜ドキッ☆乙女だらけの三国志演義〜』のサウンドトラック。2007年1月26日にBaseSonから発売された。
収録曲
- DISC1
- DISC2

1. HE∀ting Sφul
  - 作詞 - ASUKA / 作曲・編曲 - たくまる / 歌 - 片霧烈火
2. 志在千里〜恋姫喚作百花王〜
  - 作詞 - K.バッジョ / 作曲・編曲 - たくまる / 歌：茶太

#### OST（真）
『天下三琴』（真・恋姫†無双 サウンドトラックCD）は、ゲーム『真・恋姫†無双 〜乙女繚乱☆三国志演義〜』のサウンドトラック。2009年1月23日にBaseSonから発売された。
収録曲

#### OST（萌）
『天命祭歌』（真・恋姫†無双〜萌将伝〜 サウンドトラックCD）は、ゲーム『真・恋姫†無双 〜萌将伝〜』のサウンドトラック。2010年7月23日にBaseSonから発売された。
収録曲
1. The(END)of KH†MS / 片霧烈火
2. 太平流々日々是楽
3. 枯淡歌
4. 銀憶
5. 撃滅
6. 一所懸命
7. 笑々笑々
8. 乙女三乗
9. 剣舞
10. 幽遠流影
11. 飛将軍呂奉先
12. 福々楽々万々歳
13. 最大戦速
14. 月華流雲 薫風煌稟
15. 右彼女左彼女
16. 悪戯少女
17. 夢笑顔 / 茶太
18. 真紅の呂旗 -The ONE- / kirina
19. 桃華風情
20. 涼風
21. 我愛貴愛
22. 男冥利
23. 秋水冬渓
24. 勇戦雄声
25. 赫神楽
26. 天命祭歌
27. 三分調理！？
28. 豪奢絢爛
29. 母娘団欒
30. 春風之音
31. 隻眼剣鬼
32. 好敵手
33. 志在千里〜恋姫喚作百花王〜 last edition / 茶太

### 覇王プロジェクト〜ハオプロ〜

#### 蜀軍合唱の陣
収録曲
1. 独創的歌曲「羽ばたけッ恋心☆」
  - 歌：関羽（本山美奈）、趙雲（野神奈々）、張飛（芹園みや）、諸葛亮（楠鈴音）、馬超（桜川未央）、黄忠（飯田空）
2. 独創的小劇「打草驚蛇の巻」
3. 演技者より妄想伝想 其の壱
4. 演技者より妄想伝想 其の弐
5. 独創的歌曲「羽ばたけッ恋心☆」カラオケ

#### 魏軍合唱の陣
収録曲
1. 独創的歌曲「ラブ☆ソルジャー〜愛と勇気の花〜」
  - 歌：曹操（乃嶋架菜）、荀彧（みる）、夏侯惇（深井晴花）、夏侯淵（如月葵）、許緒（倉田まりや）
2. 独創的小劇「無中生有の巻」
3. 演技者より妄想伝想
4. 独創的歌曲「ラブ☆ソルジャー〜愛と勇気の花〜」カラオケ

#### 呉軍合唱の陣
収録曲
1. 独創的歌曲「ロッキン☆ニーハオ」
  - 歌：孫権（風音）、孫尚香（北都南）、甘寧（一色ヒカル）、陸遜（まきいづみ）、周瑜（かわしまりの）、小喬＆大喬（大小つづら）
2. 独創的小劇「隔岸観火の巻」
3. 演技者より妄想伝想その壱
4. 演技者より妄想伝想その弐
5. 演技者より妄想伝想その参
6. 独創的歌曲「ロッキン☆ニーハオ」カラオケ

#### 董卓軍合唱の陣
収録曲
1. 独創的歌曲「そうで☆しょ！〜Soulで勝負〜」
  - 歌：董卓（木村あやか）、呂布（井村屋ほのか）、賈駆（青山ゆかり）、張遼（AYA）、華雄（芹園みや）
2. 独創的小劇「偸梁換柱（とうりょうかんちゅう）の巻」
3. 演技者より妄想伝想 其の壱
4. 演技者より妄想伝想 其の弐
5. 独創的歌曲「そうで☆しょ！〜Soulで勝負〜」（カラオケ）

#### ユニットの陣 ドS組
収録曲
1. 独創的歌曲「GO!」
  - 歌：関羽（本山美奈）、曹操（乃嶋架菜）、趙雲（野神奈々）、呂布（井村屋ほのか）
2. 独創的小劇「以逸待労（いいつたいろう）の巻」
3. 演技者より妄想伝想 其の壱
4. 演技者より妄想伝想 其の弐
5. 独創的歌曲「GO!」カラオケ

#### ユニットの陣 ドM組
収録曲
1. 独創的歌曲「恋と泪と男と乙女」
  - 歌：諸葛亮（楠鈴音）、孫権（風音）、馬超（桜川未央）
2. 独創的小劇「瞞天過海（まんてんかかい）の巻」
3. 演技者より妄想伝想
4. 独創的歌曲「恋と泪と男と乙女」カラオケ

### キャラクターソングシングル（ゲーム）

#### Vol.4
収録曲
- Honey Wonderful
- Honey Wonderful（karaoke）
- ミニドラマ「蜂蜜飢饉」

### キャラクターソングアルバム（ゲーム）
『真・恋姫†無双 キャラクターソングアルバム』は、ゲーム『真・恋姫†無双 〜乙女繚乱☆三国志演義〜』のキャラクターソングアルバム。
収録曲
1. 無双恋華〜曹操の章〜
歌：曹操（乃嶋架菜）、作詞・作曲・編曲：天道紅緒
2. Honey Wonderful -袁術 solo ver.-
歌：袁術（巻田彩乃）、作詞・作曲・編曲：天道紅緒
3. 恋風刹那
歌：関羽（本山美奈）×趙雲（野神奈々）、作詞：小田ユウ、作曲・編曲：流歌
4. 鏡花水月〜孫権の章〜
歌：孫権（風音）、作詞・作曲・編曲：天道紅緒
5. 演歌†漢女道
歌：貂蝉（夕凪咲巳）×卑弥呼（巌蝉秋）、作詞・作曲・編曲：天道紅緒
6. はわ☆あわ大乱舞 -恋のお料理教室- Dance Remix
歌：諸葛亮（楠鈴音）×鳳統（九条信乃）、作詞・作曲：天道紅緒、編曲：景家淳
7. Honey Wonderful -張勲 solo ver.-
歌：張勲（七野杜）、作詞・作曲・編曲：天道紅緒
8. 合言葉は・・・ぷにぷにぷー！
歌：程昱（海原エレナ）×郭嘉（山崎波子）、作詞・作曲・編曲：磯村カイ
9. 鏡花水月〜周泰の章〜
歌：周泰（桃井いちご）、作詞・作曲・編曲：天道紅緒
10. 無双恋華〜劉備の章〜
歌：劉備（安玖深音）、作詞・作曲・編曲：天道紅緒
11. 夢で逢いましょう
歌：孫策（サトウユキ）×周瑜（かわしまりの）、作詞・作曲・編曲：天道紅緒

## アニメ関連
第1期OPテーマ『flower of bravery』
5pb.Recordsレーベル 2008年7月16日発売
第1期EDテーマ『やっぱり世界はあたし☆れじぇんど!!』
5pb.Recordsレーベル 2008年8月20日発売
第2期オープニングテーマ『闘艶結義〜トウエンノチカイ〜』
ポニーキャニオンレーベル 2009年11月18日発売
第2期エンディングテーマ『乙女繚乱☆ばとるPARTY』
ポニーキャニオンレーベル 2009年11月18日発売
第3期オープニングテーマ『恋華大乱』
ポニーキャニオンレーベル 2010年4月21日発売
第3期エンディングテーマ『勇気凛凛』
ポニーキャニオンレーベル 2010年4月21日発売

### キャラクターソングシングル（アニメ）

#### 第1期
（2008年10月15日発売、ポニーキャニオン）

#### 一
テレビアニメ『真・恋姫†無双』挿入歌
収録曲
1. YUME 蝶ひらり
2. 乙女のチカラ
3. あいはだってだって最強！
4. YUME 蝶ひらり（off vocal ver.）
5. 乙女のチカラ（off vocal ver.）
6. あいはだってだって最強！（off vocal ver.）

#### 二
テレビアニメ『真・恋姫†無双』挿入歌
収録曲
1. 勇星乱舞 -You Say Love!-
2. 今を信じて
3. 道しるべ
4. 勇星乱舞 -You Say Love!-（off vocal ver.）
5. 今を信じて（off vocal ver.）
6. 道しるべ（off vocal ver.）

### キャラクターソングアルバム（アニメ）
『真・恋姫†無双 歌将大乱』（しんこいひめむそう かしょうたいらん）は、テレビアニメ『真・恋姫†無双 〜乙女大乱〜』のキャラクターソングアルバム。
収録曲
1. 乙女舞進☆DAI冒険
歌：張飛（西沢広香）
2. ダイジョウブ！
歌：数え役萬☆姉妹[メンバー 1]
テレビアニメ『真・恋姫†無双』挿入歌
3. 日々是精進！
歌：孫権（櫻井浩美）
4. 天龍昇華
歌：曹操（前田ゆきえ）
5. もうひとつの名前〜雪蓮のテーマ〜
歌：孫策（米島希）
6. 断断断断断断然！
歌：張角（岡嶋妙）×公孫賛（河原木志穂）
7. 夢うつつ
歌：趙雲（本井えみ）
8. わたしたちふたり×あなただけひとり
歌：夏侯惇（浅井晴美）×夏侯淵（吉田愛理）
9. 月千夜序章〜つきせんやぷろろーぐ
歌：関羽（黒河奈美）
10. 夜明け前
歌：劉備（後藤麻衣）

### TVアニメのサウンドトラック
TVアニメ 恋姫†無双 の歌を全部いれてみたのだっ!!
5pb.Recordsレーベル 2008年11月19日発売
恋姫†無双 乙女的歌曲活劇大全集
5pb.Recordsレーベル 2009年3月18日発売
真・恋姫†無双 劇伴大乱
2010年6月25日にポニーキャニオンから発売

## ドラマCD
真・恋姫†無双 どらまCD 壱（ポニーキャニオンレーベル 2010年2月17日発売）

## ラジオCD
ラジオ恋姫†無双〜はわわ!再編集しちゃいました〜
BaseSon 2009年1月23日発売

### ユニットメンバー
1. 1 2 3  張角（岡嶋妙）、張宝（梅原千尋）、張梁（吉住梢）